# Frequência central

O eixo da frequência está em escala logaritmica

A frequência central f0 ou frequência de ressonância é a média geométrica entre a frequência de corte inferior fi e a frequência de corte superior fs da banda de passagem ou rejeição de um sistema:
{\displaystyle f_{0}={\sqrt {f_{s}\cdot f_{i}}}}
A diferença entre fs e  fi em um filtro passa-faixa é denominado de largura de banda:
{\displaystyle B=(f_{s}-f_{i})}
Quando a largura de banda é muito pequena (10 vezes menor) em comparação com a frequência central é possível usar a média aritmética para o cálculo aproximado da frequência central.
{\displaystyle f_{0}\approx (f_{s}+f_{i})/2}
Para verificar esta propriedade da média geométrica em relação a média aritmética utilize o link externo abaixo com valores de frequência de corte de 1 495,5 kHz e 1 504,5 kHz (típicos de aplicações de transmissão rádio), 300 Hz e 3 300 Hz (aplicações de telefonia), 20Hz e 20 000 Hz (aplicações de áudio). No primeiro caso a aproximação é muito próxima ao valor exato, no entanto nos dois últimos casos a frequência central é muito diferente da média aritmética, ou seja, nestes caso a equação aproximada não pode ser usada.